# Гришутино (Вологодская область)
Гришутино — деревня в Череповецком районе Вологодской области.
Входит в состав Воскресенского сельского поселения, с точки зрения административно-территориального деления — в Аннинский сельсовет.
Расстояние до районного центра Череповца по автодороге — 69 км, до центра муниципального образования Воскресенского по прямой — 20 км. Ближайшие населённые пункты — Ильина Гора, Поповское, Трофимово.
По переписи 2002 года население — 7 человек.